# Ахмадиева, Дильназ Муратовна
Дильна́з Мура́товна Ахмади́ева (20 ноября 1980 год, Алма-Ата, Казахская ССР) — казахстанская певица и актриса уйгурского происхождения. заслуженный деятель Казахстана (2013).

## Биография
Родилась 20 ноября 1980 года в Алма-Ате в семье музыкантов.
Её отец — Мурат Ахмадиев (1950), музыкант, основатель популярного уйгурского поп-ансамбля «Яшлык» (1974), народный артист Республики Казахстан (1998), долгое время директор Государственного республиканского уйгурского театра музыкальной комедии им. Куддуса Кожамьярова в Алма-Ате (1984—2007), с 2007 года — депутат Мажилиса Парламента Республики Казахстан.
Дильназ Ахмадиева является продолжателем династий двух артистических семей, начала свою карьеру в возрасте 4 лет, она снялась в детском фантастическом фильме «Волшебное яблоко». Двумя годами позже она исполнила известную в то время песню «Аист на крыше» на сцене Уйгурского театра города Алма-Ата, играла в спектаклях уйгурского театра. В 10 лет по заказу Первой программы Центрального телевидения Казахское телевидение сняло её сольное танцевальное выступление в 30-минутной передаче. В 1993 году Дильназ впервые вышла на самую большую в Алма-Ате сцену Дворца Республики им. Ленина.
В 1997 году окончила лицей, в 2002 году завершила обучение на факультете английского языка Казахского государственного университета международных языков по специальности переводчик — референт.
С 1997 года она работает солисткой — вокалисткой Государственного Республиканского Уйгурского театра.
Работала с продюсерами Русланом Тохтахуновым, Гульвирой Илахуновой (песня «Ты меня больше не увидишь»), Адилем Жамбакиевым (песня «Может однажды»). В 2002 году она представила Казахстан на международном песенном конкурсе «Новая волна» в Юрмале Латвия.
В 2004 году, после съёмок в казахстанском проекте «Кочевник» (играла роль Хоши) она проходит курсы актёрского мастерства в Голливуде, штат Калифорния.
В 2012 году получила звание «Заслуженный деятель Республики Казахстан»
Сейчас Дильназ Ахмадиева, кроме своей творческой деятельности, возглавляет продюсерский центр «Embassy of Art» (Посольство искусств), одним из известных её проектов является музыкальная группа «Some Toir».
17 сентября 2011 года в одном из ресторанов Астаны состоялась свадьба Дильназ Ахмадиевой с бизнесменом по имени Ахмад (род. 1988). 24 ноября 2015 года певица объявила о разрыве отношений с супругом.
2017 году начала встречаться с музыкантом Азильханом Сейтбаевым (Азильдо) (род. 1987).В марте 2020 года певица родила сына по имени Зейдан. 2023 году пара рассталась.

## Дискография
- 2001 — Может однажды
- 2002 — Wapadarim
- 2005 — Золотой
- Между нами зима
- 2007 — Моё сердце
- 2010 — Любовью задеты
- 2014 — Думай обо мне
- 2015 — Коз алдымда
- 2016 — Strength in my soul

## Фильмография
| Год  | Фильм                                     | Роль        |
| ---- | ----------------------------------------- | ----------- |
| 2005 | Кочевник                                  | Хоша        |
| 2009 | Москва, я люблю тебя! (новелла «Таксист») |             |
| 2021 | ТойХана                                   | играет себя |